# Alouette fasciée
Corypha fasciolata
Espèce
Répartition géographique
Statut de conservation UICN

 LC  : Préoccupation mineure
L’Alouette fasciée (Corypha fasciolata) est une espèce d'oiseaux de la famille des Alaudidae que l'on trouve en Afrique australe.

## Taxonomie
L'Alouette fasciée était classée, jusqu'en 2023, dans le genre Mirafra. Après une grande étude de phylogénétique menée par l'ornithologue suédois Per Alström (d) et ses collaborateurs, ces derniers se sont rendu compte que le genre Mirafra était trop hétérogène, et ils ont décidé de le séparer en quatre genres. L'Alouette fasciée est l'une des six espèces qui ont été déplacées vers le genre ressuscité Corypha,.
Cette espèce et l'Alouette bateleuse étaient autrefois considérées comme conspécifiques (Mirafra apiata) jusqu'à leur séparation sur la base d'une analyse génétique,.

### Sous-espèces
Cinq sous-espèces sont reconnues :
- Corypha fasciolata fasciolata (Sundevall, 1850) : Centre-Sud du Botswana et Nord-Centre de l'Afrique du Sud.
- Corypha fasciolata damarensis (Sharpe, 1875) : Nord et Centre de la Namibie et Ouest-Centre du Botswana.
- Corypha fasciolata nata (Smithers, 1955) : Nord-Est du Botswana.
- Corypha fasciolata jappi (Traylor, 1962) : Ouest de la Zambie.
- Corypha fasciolata reynoldsi (Benson & Irwin, 1965) : Nord de la Namibie, Nord du Botswana et Sud-Ouest de la Zambie.

## Description
Cette alouette est un oiseau de 15 cm de long, avec une calotte brune, des parties inférieures rousses et un grand bec. Ses parties supérieures sont brunes (plus grises dans le Nord de son aire de répartition). Son cri est un « pooooeeeee » ascendant.

## Habitat et répartition
L'Alouette fasciée se rencontre dans la plupart des régions les plus sèches de l'Afrique australe, en Zambie, en Namibie, au Botswana, au Lesotho et en Afrique du Sud. Elle affectionne les prairies ouvertes et les savanes.

## Comportement

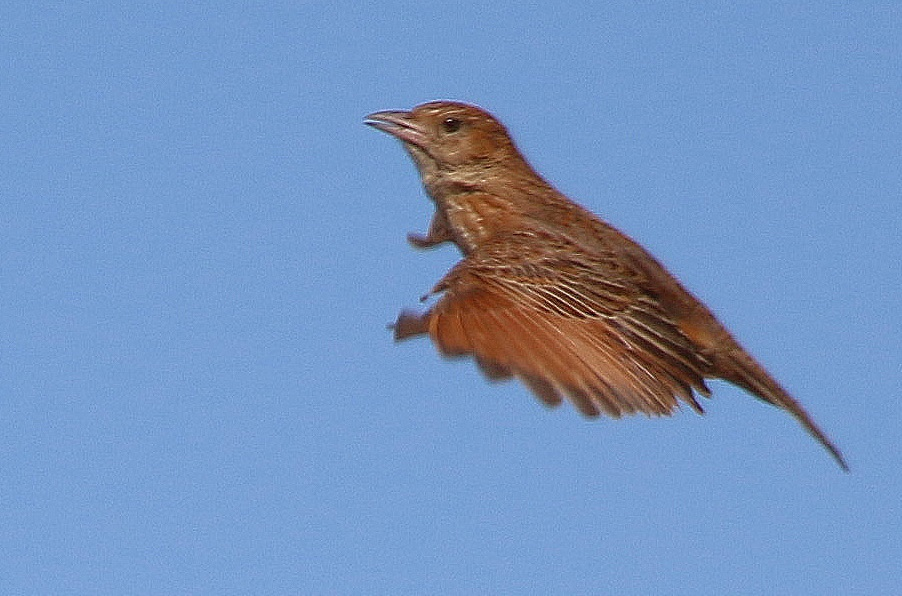
Une Alouette fasciée en plein vol.

L'Alouette fasciée est une espèce furtive, difficile à trouver lorsqu'elle n'est pas en parade nuptiale. Elle n'est pas grégaire et les individus ont tendance à être vus dans des habitats secs se nourrissant au sol de graines et d'insectes. La parade nuptiale commence par un vol ascendant avec battement d'ailes, elle descend ensuite en parachute avec ses pattes en arrière.